# Helensburgh, Australien
Helensburgh är en förort i Australien.   Den ligger i kommunen City of Wollongong och delstaten New South Wales, i den sydöstra delen av landet, 210 km nordost om huvudstaden Canberra. Helensburgh ligger 167 meter över havet och antalet invånare är 5 504.
Terrängen runt Helensburgh är platt åt nordväst, men åt sydost är den kuperad. Havet är nära Helensburgh åt sydost. Trakten är tätbefolkad. Närmaste större samhälle är Engadine, 12,6 km norr om Helensburgh. 